# اولیویه رابوردین
اولیویه رابوردین (انگلیسی: Olivier Rabourdin؛ زادهٔ ۳ مارس ۱۹۵۹) بازیگر اهل فرانسه است.
از فیلم‌ها یا برنامه‌های تلویزیونی که وی در آن نقش داشته‌است می‌توان به بچه رزماری، گریس موناکو، نیمه‌شب در پاریس، ربوده شده، ربوده شده ۲، از خدایان و انسان‌ها، پیام‌آور: داستان ژان دارک، مادرم، آگوستین، پسران شرقی، بندتا و تابستان گذشته اشاره کرد.